# Bradley F. Granger

Bradley F. Granger

Bradley Francis Granger (* 12. März 1825 in Lowville, Lewis County, New York; † 4. November 1882 in Ann Arbor, Michigan) war ein US-amerikanischer Politiker. Zwischen 1861 und 1863 vertrat er den Bundesstaat Michigan im US-Repräsentantenhaus.

## Werdegang
Bradley Granger besuchte die öffentlichen Schulen seiner Heimat. Nach einem anschließenden Jurastudium und seiner im Jahr 1847 erfolgten Zulassung als Rechtsanwalt begann er in Tecumseh (Michigan) in seinem neuen Beruf zu arbeiten. Später verlegte er seinen Wohnsitz und seine Anwaltskanzlei nach Ann Arbor.
Politisch wurde Granger Mitglied der im Jahr 1854 gegründeten Republikanischen Partei. Bei den Kongresswahlen des Jahres 1860 wurde er im ersten Wahlbezirk von Michigan in das US-Repräsentantenhaus in Washington, D.C. gewählt, wo er am 4. März 1861 die Nachfolge von William Alanson Howard antrat. Bis zum 3. März 1863 konnte er eine Legislaturperiode im Kongress absolvieren. Diese war von den Ereignissen des Bürgerkrieges geprägt.
Nach seinem Ausscheiden aus dem US-Repräsentantenhaus zog sich Bradley Granger aus der Politik zurück. In den folgenden Jahren praktizierte er wieder als Anwalt. Er starb am 4. November 1882 in Ann Arbor.